# Hrabstwo Wolfe

Piramida wieku hrabstwa

Hrabstwo Wolfe – hrabstwo w USA, w stanie Kentucky. Według danych z 2010 roku, hrabstwo zamieszkiwało 7355 osób. Siedzibą hrabstwa jest Campton.

## Miasta
- Campton
- Hazel Green (CDP)